# Celda unidad

Un paralelepípedo es una celda unitaria general en el espacio tridimensional.

Se define como celda unitaria a la unidad estructural fundamental de la estructura cristalina, determinada por la geometría y la posición de los átomos dentro de la celda. Todos los materiales cristalinos adoptan una distribución regular de átomos o iones en el espacio.
Se trata de un arreglo espacial de átomos que se repite en el espacio tridimensional definiendo la estructura del cristal. Se caracteriza por tres vectores que definen las tres direcciones independientes del sistema de coordenadas de la celda. Esto se traduce en seis parámetros de red, que son los módulos, {\displaystyle a}, {\displaystyle b} y {\displaystyle c}, de los tres vectores, y los ángulos {\displaystyle \alpha }, {\displaystyle \beta } y {\displaystyle \gamma } que forman entre sí. Estos tres vectores forman una base del espacio tridimensional, de tal manera que las coordenadas de cada uno de los puntos de la red se pueden obtener a partir de ellos por combinación lineal con los coeficientes enteros.
La posición de un átomo dentro de la celda unidad se describe normalmente usando coordenadas fraccionarias. La simetría traslacional de una estructura cristalina se caracteriza mediante la red de Bravais, existen 14 redes de Bravais diferentes y todas las estructuras cristalinas minerales conocidas encajan en una de esas 14 disposiciones. Estas redes pueden ser:
- : Se denomina primitiva y tiene puntos de red en los vértices de la celda.
- Tipo I: Red centrada en el interior. Esta presenta puntos de red en los vértices de la celda y en el centro de la celda.
- Tipo F: Red centrada en todas las caras. Presenta puntos de red en los centros de todas las caras, así como en los vértices.
- Tipo C: Red centrada en la base. Una red tipo C se refiere al caso en el que la simetría traslacional coloca puntos de red en los centros de las caras delimitados por las direcciones a y b así como en el origen.

Además de la simetría traslacional descrita en una red cristalina existen elementos de simetría. Estos elementos son:
- Centro de inversión.
- Plano de reflexión.
- Ejes de rotación de orden 2, 3, 4 y 6.
- Ejes de rotación-inversión de orden 3, 4 y 6.

Los elementos de simetría anteriores pueden coexistir en una estructura cristalina dando lugar a lo que se conoce como grupo puntual de simetría. Existen 32 grupos puntuales de simetría y el nombre alude a que las operaciones asociadas forman un grupo matemático y los elementos tienen un punto en común que no se mueve al realizar las operaciones.
Cuando se acoplan traslación con los ejes de rotación y planos de simetría surgen nuevos elementos de simetría: ejes helicoidales y planos de deslizamiento.
Cuando se combinan los 32 grupos puntuales de simetría con los elementos de simetría traslacional y las 14 redes de Bravais se obtienen los 230 grupos espaciales de simetría posibles. Estos grupos determinan los tipos y posiciones de los elementos de simetría que son posibles para una estructura cristalina.
Los puntos de red que muestran la simetría traslacional de una estructura pueden ser conectados mediante los planos de red. Cada plano pertenece a un conjunto de planos equiespaciados que contienen todos los puntos de red. Estos planos se nombran usando los índices de Miller. Estos índices se designan convencionalmente h, k, y l, se escriben entre paréntesis (h,k,l) y son enteros positivos, negativos o cero. La separación de los planos se conoce con el término de espaciado dhkl. La relación entre el espaciado d y los parámetros de red puede determinarse geométricamente y depende del sistema cristalino.